# Duponcheliamot

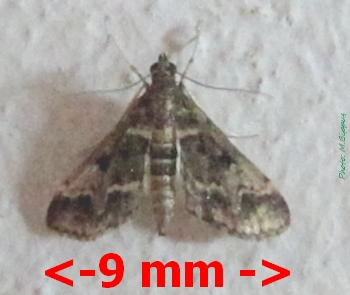
Duponchelia fovealis fovealis

De duponcheliamot (Duponchelia fovealis) is een vlinder uit de familie van de grasmotten (Crambidae). De naam verwijst naar de Franse entomoloog Philogène-Auguste-Joseph Duponchel. De spanwijdte van de vlinder bedraagt rond de 20 millimeter. 

## Verspreiding
Het oorspronkelijke leefgebied van deze vlinder ligt rond de Middellandse Zee, maar door de handel in kasplanten heeft de duponcheliamot zijn areaal uitgebreid naar Noord-Europa, vrijwel geheel Afrika, westelijk Azië en Noord-Amerika.

## Waardplanten
De rups van de duponcheliamot is zeer polyfaag. In kassen kan de vlinder zich ontwikkelen tot plaaginsect. De vlinder kan met name schadelijk zijn in de teelt van begonia, gerbera, kalanchoë, cyclaam en paprika.

## Levenscyclus
De eieren worden langs de nerf aan de onderkant van bladeren afgezet, afzonderlijk of in kleine groepjes, een vrouwtje legt er ongeveer 250. Ze zijn rood en ovaal van vorm. De rupsen komen na een ruime week uit, en groeien in vier weken tot zo’n 2 tot 3 centimeter voor ze verpoppen. De pop, die in een zijden cocon met aarde en frass zit, komt na een ruime week uit. De imago leeft daarna weer zo’n 10 dagen. Er is vermoedelijk geen diapauze.

## Voorkomen in Nederland en België
De duponcheliamot is in Nederland en in België in snel tempo een vrij algemene soort geworden. De soort is in die streken waarschijnlijk als adventief terechtgekomen, meegekomen met planten in serres en kassen. In België stamt de eerste waarneming van 1998 (Volgens site Lepidoptera of Belgium) of 1999 (Faquaet), in Nederland is de vlinder al wat langer bekend.